# Ferrante & Teicher
Ferrante & Teicher war ein US-amerikanisches Klavierduo der 1950er bis 1980er Jahre.

## Geschichte
Das Duo waren Louis Milton Teicher und Arthur Ferrante. Die beiden hatten die Juilliard School in New York City besucht und bei Carl Friedberg Musik (Piano) studiert. Ihre Zusammenarbeit als Duo begann 1947 und ab 1952 produzierten sie auch Schallplatten. Bekannt wurden sie durch ihre Interpretationen der Titelmelodien von Filmen wie Das Appartement (ihr erster Millionenerfolg), West Side Story („Tonight“) und Midnight Cowboy. Mit der Titelmelodie zu Exodus, Ernest Golds mit dem Oscar ausgezeichnete Themamelodie, hatten Ferrante & Teicher ihren zweiten Millionenerfolg.
Ferrante & Teicher experimentierten mit ihren Pianos, indem sie in die Saiten Gegenstände, wie zum Beispiel Sandpapier-Streifen, Stifte, Gummi, Holzblöcke, Metallstangen, Ketten, oder Glas einfügten, um die Töne zu verändern.
Dadurch war das Duo in der Lage, eine Vielzahl von bizarren Sound-Effekten zu produzieren. Sie stiegen während ihrer Auftritte auch mitunter auf ihre Pianos und betätigten die Saiten mit den Händen.
Im Jahr 1989 traten Ferrante und Teicher letztmals auf und zogen sich anschließend an die Westküste von Florida zurück. Sie hatten in ihrer über 40-jährigen Karriere ca. 150 Alben produziert, weltweit ca. 90 Millionen Schallplatten verkauft und ca. 5.200 Liveauftritte absolviert.
Louis Teicher starb am 3. August 2008 an einem Herzinfarkt, Arthur Ferrante am 19. September 2009.

## Diskografie

### Alben
| Jahr | Titel                                           | Höchstplatzierung, Gesamtwochen, AuszeichnungChartsChartplatzierungen (Jahr, Titel, Platzierungen, Wochen, Auszeichnungen, Anmerkungen) | Anmerkungen |
| Jahr | Titel                                           | US | Anmerkungen |
| ---- | ----------------------------------------------- | --- | ----------- |
| 1961 | West Side Story                                 | US10 (47 Wo.)US |             |
| 1961 | Ferrante & Teicher, Love Themes                 | US23 (13 Wo.)US |             |
| 1962 | Golden Piano Hits                               | US30 (27 Wo.)US |             |
| 1962 | Tonight                                         | US11 (38 Wo.)US |             |
| 1962 | Golden Themes From Motion Pictures              | US61 (11 Wo.)US |             |
| 1962 | Pianos In Paradise                              | US43 (7 Wo.)US |             |
| 1962 | Snowbound                                       | US60 (11 Wo.)US |             |
| 1963 | Love Themes From Cleopatra                      | US23 (13 Wo.)US |             |
| 1964 | Concert For Lovers                              | US63 (17 Wo.)US |             |
| 1964 | 50 Fabulous Piano Favorites                     | US128 (7 Wo.)US |             |
| 1964 | The Enchanted World Of Ferrante & Teicher       | US128 (5 Wo.)US |             |
| 1964 | My Fair Lady                                    | US145 (9 Wo.)US |             |
| 1965 | The People’s Choice                             | US35 (20 Wo.)US |             |
| 1965 | Springtime                                      | US130 (6 Wo.)US |             |
| 1965 | By Popular Demand                               | US120 (4 Wo.)US |             |
| 1965 | Only The Best                                   | US49 (13 Wo.)US |             |
| 1966 | The Ferrante And Teicher Concert                | US134 (5 Wo.)US |             |
| 1966 | For Lovers Of All Ages                          | US119 (5 Wo.)US |             |
| 1966 | You Asked For It!                               | US57 (21 Wo.)US |             |
| 1967 | A Man And A Woman & Other Motion Picture Themes | US133 (5 Wo.)US |             |
| 1967 | Our Golden Favorites                            | US177 (2 Wo.)US |             |
| 1969 | A Bouquet Of Hits                               | US198 (4 Wo.)US |             |
| 1969 | 10th Anniversary – Golden Piano Hits            | US93 Gold · (27 Wo.)US |             |
| 1970 | Midnight Cowboy                                 | US61 (26 Wo.)US |             |
| 1970 | Getting Together                                | US97 (10 Wo.)US |             |
| 1970 | Love Is A Soft Touch                            | US188 (2 Wo.)US |             |
| 1971 | The Best Of Ferrante & Teicher                  | US134 (9 Wo.)US |             |
| 1971 | The Music Lovers                                | US172 (4 Wo.)US |             |
| 1971 | It’s Too Late                                   | US172 (5 Wo.)US |             |
| 1972 | Fiddler On The Roof                             | US186 (3 Wo.)US |             |

Weitere Alben
- 1952: Piano Playhouse
- 1952: Mississippi Boogie/African Echoes
- 1953: Hi-Fireworks
- 1954: Continental Holiday
- 1955: Rachmaninoff Two-Piano Suites
- 1958: Ferrante & Teicher With Percussion
- 1959: Themes From Broadway Shows
- 1968: The Painted Desert
- 1973: The Roaring Twenties
- 1974: Dial „M“ For Music
- 1975: Beautiful, Beautiful
- 1976: The Carpenter's Songbook
- 1977: Feelings
- 1978: Star Wars
- 1979: Classical Disco
- 1984: 30th Anniversary
- 1985: A Few Of Our Favorites
- 1986: American Fantasy
- 1988: Dos Amigos
- 1992: 40th Anniversary
- 1998: The Ferrante & Teicher Collection
- 2000: The Sound Of Music
- 2001: Denizens Of The Deep
- 2002: America Forever
- 2005: All-Time Greatest Hits Live On Stage

### Singles
| Jahr | Titel Album                        | Höchstplatzierung, Gesamtwochen, AuszeichnungChartplatzierungen (Jahr, Titel, Album, Platzierungen, Wochen, Auszeichnungen, Anmerkungen) | Höchstplatzierung, Gesamtwochen, AuszeichnungChartplatzierungen (Jahr, Titel, Album, Platzierungen, Wochen, Auszeichnungen, Anmerkungen) | Anmerkungen |
| Jahr | Titel Album                        | UK | US | Anmerkungen |
| ---- | ---------------------------------- | --- | --- | ----------- |
| 1960 | Theme From ’the Apartment’ –       | UK44 (1 Wo.)UK | US10 (20 Wo.)US |             |
| 1960 | Theme From ’Exodus’ –              | UK6 (17 Wo.)UK | US2 (21 Wo.)US |             |
| 1961 | (Love Theme From) One Eyed Jacks – | — | US37 (7 Wo.)US |             |
| 1961 | (Theme From) Goodbye Again –       | — | US85 (4 Wo.)US |             |
| 1961 | Tonight –                          | — | US8 (13 Wo.)US |             |
| 1962 | Smile –                            | — | US94 (3 Wo.)US |             |
| 1962 | Lisa –                             | — | US98 (2 Wo.)US |             |
| 1963 | Theme From Lawrence Of Arabia –    | — | US84 (12 Wo.)US |             |
| 1963 | Antony And Cleopatra Theme –       | — | US83 (5 Wo.)US |             |
| 1969 | Midnight Cowboy –                  | — | US10 (15 Wo.)US |             |
| 1970 | Lay Lady Lay –                     | — | US99 (1 Wo.)US |             |